# Houry
Houry ist eine französische Gemeinde mit 58 Einwohnern (Stand 1. Januar 2022) im Département Aisne in der Region Hauts-de-France. Sie gehört zum Arrondissement Vervins und zum Kanton Vervins.

## Lage
Die Gemeinde Houry liegt am Fluss Brune im Zentrum der Landschaft Thiérache, sieben Kilometer südwestlich von Vervins.

## Bevölkerungsentwicklung
| Jahr                       | 1962 | 1968 | 1975 | 1982 | 1990 | 1999 | 2006 | 2013 | 2022 |
| Einwohner                  | 78   | 69   | 53   | 49   | 57   | 57   | 62   | 50   | 58   |
| Quellen: Cassini und INSEE |      |      |      |      |      |      |      |      |      |

## Sehenswürdigkeiten
- Wehrkirche Saint-Médard

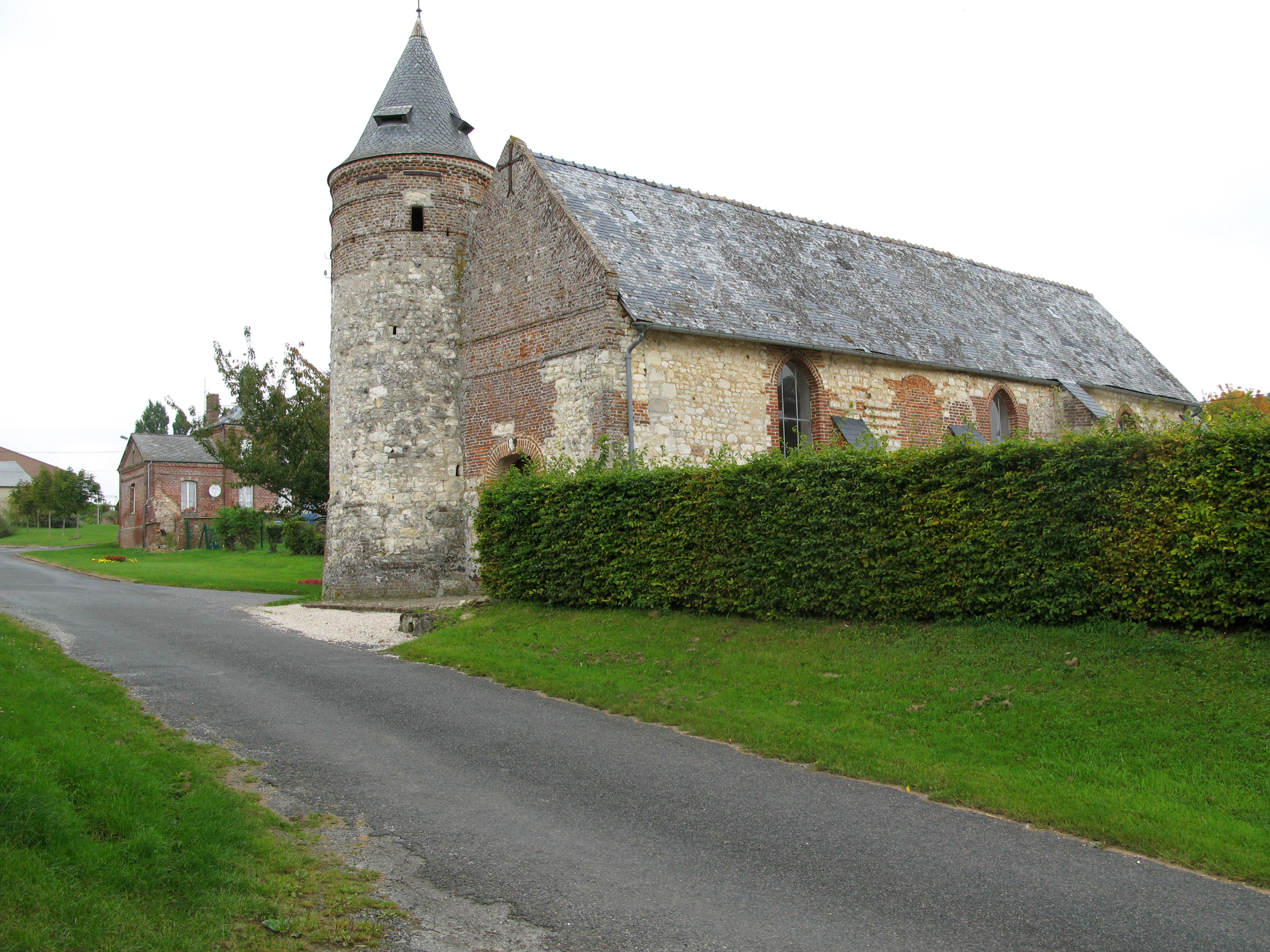
Wehrkirche
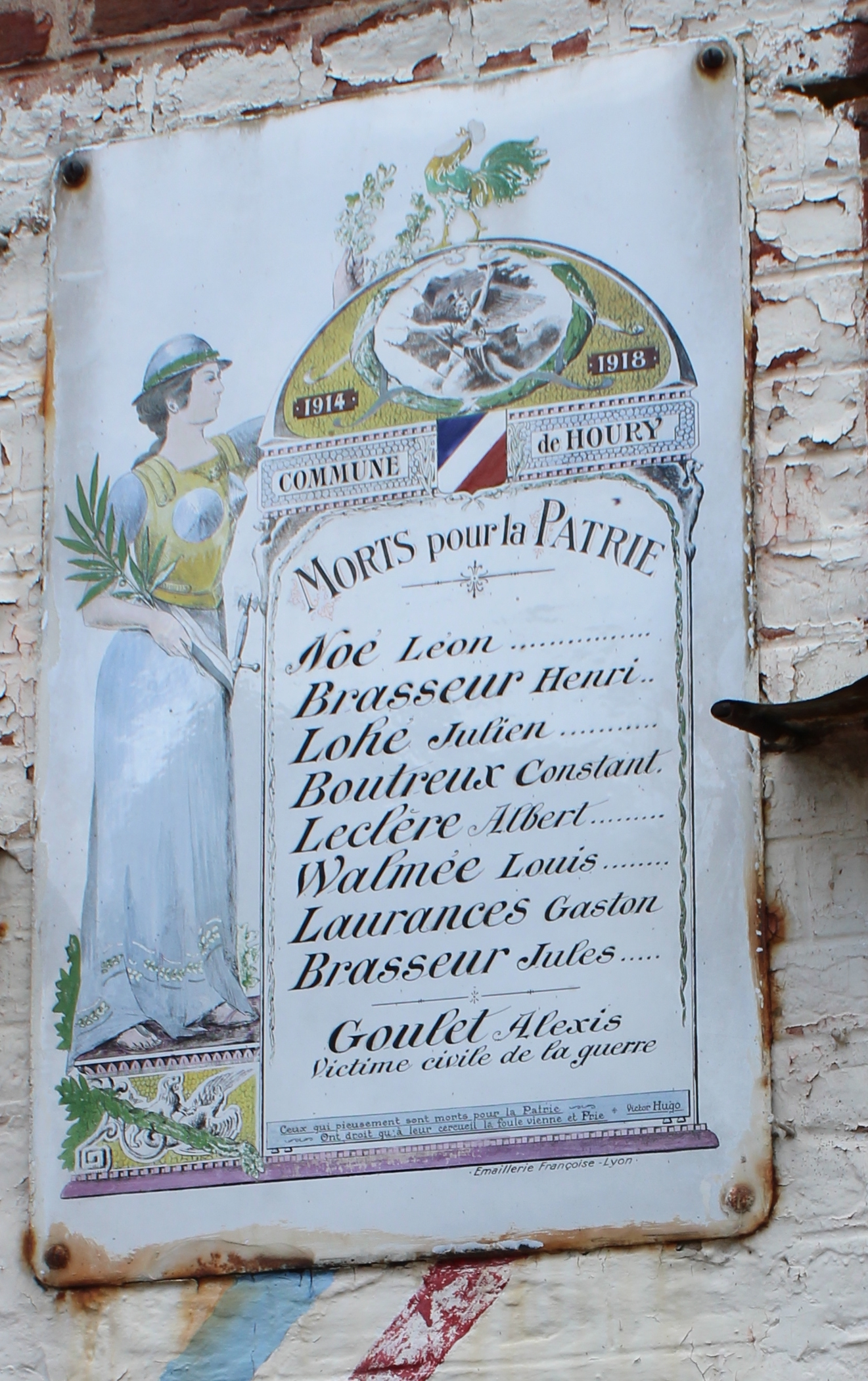
Gefallenendenkmal